# Nicole & Hugo
Nicole Josy (* 21. Oktober 1946 in Wemmel; † 4. November 2022, eigentlich Nicole van Palm) und Hugo Sigal (* 10. November 1947 in Kinshasa, Belgisch-Kongo, eigentlich Hugo Verbraeken) waren ein belgisches Popduo.

## Geschichte
Josy und Sigal trafen sich 1970. Sie bildeten ein Gesangsduo und wurden auch privat ein Paar. 1971 nahmen sie am belgischen Vorentscheid zum Eurovision Song Contest teil, der vom flämischen Fernsehsender BRT unter dem Titel Canzonissima veranstaltet wurde. Mit dem Lied Goeie morgen, morgen konnten sie die Vorauswahl klar gegen die anderen elf vorgestellten Titel gewinnen. Da Nicole jedoch kurz vor dem Eurovision Song Contest 1971 an Gelbsucht erkrankte, konnten sie nicht am Wettbewerb in Dublin teilnehmen und wurden durch Jacques Raymond und Lily Castel ersetzt. Sie erreichten den 14. Platz unter 18 Teilnehmern und nahmen das Lied auch nie auf Schallplatte auf. In der Originalfassung von Nicole & Hugo war das Lied jedoch ein großer Hit und entwickelte sich zum Evergreen. Noch im gleichen Jahr heirateten sie in Wemmel.
1973 nahmen sie erneut am belgischen Vorentscheid teil, der diesmal unter dem Titel Eurosong stattfand und konnten erneut gewinnen: Baby baby belegte den ersten Platz während ihr zweiter Titel Jij en ik en wij null Punkte erhielt. Beim Eurovision Song Contest 1973 in Luxemburg hatten sie keinen Erfolg und kamen unter den 17 Teilnehmern nur auf den letzten Platz. Sie erhielten 58 Punkte, was einem Punkteschnitt von lediglich 1,81 von fünf möglichen Punkten je Juror entsprach. Erfolgreicher waren sie mit Met de zomer mee beim World Popular Song Festival in Tokio 1974, wo sie den zweiten Platz belegten und den Outstanding Composition Award erhielten.
Fast zehn Jahre lang gingen Nicole & Hugo weltweit auf Tournee, bis sie 1984 anfingen, vornehmlich auf Kreuzfahrtschiffen zu singen. Am 20. Oktober 1990 erhielten sie von der SABAM eine Auszeichnung für ihre besonderen Verdienste um das belgische Showbusiness. Sigal wurde 2001 vom „Seniorenclub Antwerpen“ zum Senioren des Jahres gewählt. 2004 nahmen sie erneut an Eurosong, der belgischen Vorentscheidung zum Eurovision Song Contest teil. Mit dem Lied Love is all around belegten sie im ersten Halbfinale den zweiten Platz und konnten sich damit nicht für das Finale qualifizieren. 2005 wurde ihr Wettbewerbsbeitrag von 1973 in der Eurovision-Song-Contest-Gala Congratulations als Running Gag mehrmals eingespielt, Nicole und Hugo traten am Ende auch live auf.
Nicole & Hugo veröffentlichten über die Jahre viele Schallplatten und CDs, darunter auch einige im deutschsprachigen Raum als Björn & Suzie. Zuletzt erreichten sie 2008 mit der Single Pastorale die belgischen Verkaufscharts.

## Verschiedenes
Nicole Josy hatte bereits 1968 und 1970 solo an den vom wallonischen Sender veranstalteten belgischen Vorentscheiden zum Eurovision Song Contest teilgenommen. 1968 kam sie mit A la Nouvelle-Orleans nicht unter die ersten zwei, 1970 schied sie mit zwei Titeln in den Halbfinalrunden aus.

## Diskografie

### Alben
- Nicole Josy (Nicole Josy solo)
- Nicole Josy & Hugo Sigal
- Nicole & Hugo
- Nicole & Hugo en de Lou Roman Showband in het witte paard
- Een andere show
- Overgetelijk
- 15 jaar internationaal
- Nicole & Hugo (andere LP mit gleichem Titel)
- We Together
- Twee mensen, een eenheid
- Europe’s Hit Musicals in English
- Home and Away
- True Love
- Nicole & Hugo (CD, nicht identisch mit den beiden LPs des gleichen Titels)
- Het beste uit 35 jaar
- Voor het doek valt – Het allerbeste van Nicole & Hugo (2014)

### Singles
- Daar in Kansas (doppelte A-Seite mit dem Lied Als ik een man zij, gesungen von Nicole Josy)
- Goeiemorgen, morgen
- La vie chante (französische Version von Goiemorgen, morgen)
- Daar is niets meer aan te doen
- Le bateau-mouche
- Jij
- Comé-comédie (Coverversion des französischen Beitrags zum Eurovision Song Contest 1972)
- Dank u wel
- Dat mag een keer
- Baby baby
- Baby baby (französische Version)
- Baby baby (deutsche Version, als Björn & Suzie)
- I Love You (als Björn & Suzie)
- Jij gaat heen
- Ik wil jou
- Gitaren in de zomernacht
- Die woorden, die woorden
- Met de zomer mee
- Met de zomer mee (japanische Version)
- Op ’t perron
- De bibies
- You’re Part of Me
- We Believe in Love
- Wat moet ik doen
- Heel alleen
- Voor altijd bij elkaar
- Sons and Daughters
- Buren
- A Special Place
- Rio de Janeiro
- O Danny Boy (gesungen von Hugo Sigal)
- Kom laat ons dansen
- De Show Must Go On
- Jij bent zo lief
- Ik denk aan jou
- Love Is All Around
- Verliefd
- Olé ola